# Rio Wye
O rio Wye (em galês:  Afon Gwy) é um rio é um que corre no leste do País de Gales e oeste da Inglaterra. Com um comprimento de 215 km, o Wye é o quinto maior rio do Reino Unido.
O Wye nasce a uma altitude de 680 metros em Plynlimon, uma colina no condado galês de Ceredigion, perto da nascente do rio Severn, o rio mais longo no Reino Unido. A primeira vila ao lado do Wye é Rhyader e, mais tarde, Builth Wells. O Wye deu o seu nome a Hay-on-Wye, uma vila em Powys. Depois de Hay-on-Wye, o rio é a fronteira entre o País de Gales e a Inglaterra. Percere a Inglaterra no condado de Herefordshire, onde tem como única cidade nas suas margens a capital Hereford. Mais a sul, a aldeia de Ross-in-Wye também leva o seu nome.
No sul de Herefordshire, há também uma fronteira entre a Inglaterra e País de Gales formada pelo Wye, que passa no condado galês de Monmouthshire e sua capital Monmouth. Depois de Monmouth, o Wye é fronteira, pela terceira vez, e termina em Chepstow, no estuário do Severn.
Os seus afluentes principais são o Monnow (42 km), o Lugg, o Irfon e o Trothy.